# Anthrenoides ornatus
Anthrenoides ornatus är en biart som beskrevs av Urban 2005. Anthrenoides ornatus ingår i släktet Anthrenoides och familjen grävbin. Inga underarter finns listade i Catalogue of Life.